# Thomasomys incanus
Espèce
Synonymes
- Thomasomys fraternus Thomas, 1927[2]

Statut de conservation UICN

 LC  : Préoccupation mineure
Thomasomys incanus est une espèce de rongeurs de la famille des Cricétidés endémique du Pérou.

## Répartition et habitat
Cette espèce est présente uniquement sur le versant Est des Andes dans le nord et le centre du Pérou. Elle vit dans la forêt tropicale humide et dans le paramo entre 2 430 et 3 850 m d'altitude.